# Poslední ledovcové maximum

Mapa světa v období LGM

Poslední ledovcové maximum (Last Glacial Maximum, LGM) bylo období v pleistocénu, kdy ledový příkrov dosáhl na Zemi největšího rozsahu za poslední dobu ledovou. Podle radiokarbonové metody datování toto maximum začalo před 26 000 lety a skončilo před 18 000 lety.
Ochlazení je spojováno s Milankovičovými cykly i s katastrofickými událostmi jako erupce novozélandského supervulkánu Oruanui. V této době nastalo kyslíkové izotopové stádium 2. Došlo k výraznému poklesu skleníkových plynů v zemské atmosféře a zvýšené koncentraci prachových částic. Podle odhadů byla tehdejší průměrná teplota na planetě o 6 °C nižší než ve 21. století. I v letních měsících pokrýval led osm procent zemského povrchu. Celkový objem ledové pokrývky vzrostl na 53 000 000 km³. Mořská hladina byla v průměru o 120 metrů níže a vystupovaly z ní zaniklé pevniny jako Beringie, Sundaland a Sahul.
V Evropě dosahovalo čelo ledovce až na recentní území Anglie, Německa a Polska (viselské zalednění), velkým ledovcem byly také pokryty Alpy (würmské zalednění). Na severoamerickém kontinentu dosáhlo wisconsinské zalednění až k řece Ohio a k Manhattanu. V Andách existovalo zalednění Llanquihue. Také v Asii panovalo velmi chladné klima a permafrost sahal až do oblasti Pekingu, pro nedostatek srážek však nevznikly velké ledovce. V rovníkových oblastech vedlo chladné a suché podnebí k výrazně nižší rozloze pralesů a většinu území pokrývaly stepi a pouště.
Lidská populace v Evropě poklesla během ledovcového maxima zhruba na polovinu. V západní Evropě existovala kultura solutréen.
Po posledním ledovcovém maximu následoval starší dryas s postupným oteplováním a vzestupem mořských hladin.